# اچاپانا کپالو
اچاپانا کپالو (به انگلیسی: Achappana Koppalu) در هند است که در کارناتاکا واقع شده‌است.